# Odet-Julien Leboucher

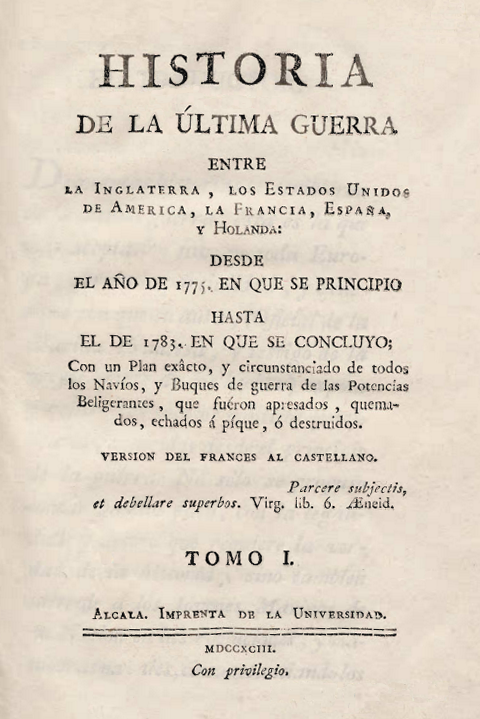
Historia de la última guerra (Alcalá de Henares, 1793).

Odet-Julien Leboucher, né le 14 juin 1744 à Bourey (actuelle commune de Cérences dans la Manche) où il est mort le 23 septembre 1826, est un historien français.

## Biographie
Quand il perd son père jeune, son oncle et parrain Leboucher l'envoie suivre ses études au Collège d'Harcourt.
Il entre, en qualité de commis, chez le contrôleur général des finances Bertin qui, appréciant son zèle et son mérite, se l’attache lorsqu’il passe au ministère de la marine. 
Fort des relations qu'il noue avec les officiers de la marine française, il rédige son unique ouvrage sur l' Histoire de la dernière guerre entre la Grande-Bretagne, les États-Unis de l’Amérique, la France, l’Espagne et la Hollande, depuis son commencement en 1775, jusqu’à sa fin en 1783, parue en 1787 et plusieurs fois rééditée.
Il refuse par modestie de présenter son ouvrage sur la guerre de 1775 à 1783 au roi Louis XVI qui, après l'avoir reçu des mains du marquis de Castries, en fait lecture et manifeste sa satisfaction à l’auteur par l’envoi d’une collection d’atlas et de voyages marqués à ses armes.

## Distinction
- Chevalier de la Légion d'honneur en 1804.